# Sallebœuf
Sallebœuf là một xã trong tỉnh Gironde, thuộc vùng hành chính Aquitanien của nước Pháp, có dân số là 1926 người (thời điểm 1999). Xã nằm trong vùng đô thị của thành phố Bordeaux, trong vùng Entre-Deux-Mers. Trong khi Salleboeuf trong năm 1962 còn có 700 dân cư thì 1999 đã có 1.926 người dân.

## Nhân khẩu học
| 1962 | 1968 | 1975  | 1982  | 1990  | 1999  |
| ---- | ---- | ----- | ----- | ----- | ----- |
| 700  | 741  | 1 085 | 1 602 | 1 714 | 1 926 |